# SK Nový Knín - Merenda
SK Nový Knín - Merenda (celým názvem: Sportovní klub Nový Knín - Merenda) byl český klub ledního hokeje, který sídlil ve městě Nový Knín ve Středočeském kraji. Založen byl v roce 1970, zanikl v roce 2011. Největším úspěchem klubu byla celkem tříletá účast v Krajské soutěži, páté nejvyšší soutěži ledního hokeje v České republice.
Klub hrál své domácí zápasy až do jeho uzavření na zimním stadionu v Dobříši.

## Historické názvy
Zdroj: 
- 1970 – TJ Nový Knín (Tělovýchovná jednota Nový Knín)
- HC Nový Knín (Hockey Club Nový Knín)
- 2010 – SK Nový Knín - Merenda (Sportovní klub Nový Knín - Merenda)

## Přehled ligové účasti
Stručný přehled
Zdroj: 
- 2003–2004: Středočeská krajská soutěž (5. ligová úroveň v České republice)
- 2004–2005: Středočeská krajská soutěž – sk. A (5. ligová úroveň v České republice)
- 2010–2011: Středočeská krajská soutěž (5. ligová úroveň v České republice)

Jednotlivé ročníky
Zdroj: 
Legenda: ZČ - základní část, červené podbarvení - sestup, zelené podbarvení - postup, fialové podbarvení - reorganizace, změna skupiny či soutěže
| Česko (2003 – 2011) |                                    |           |          |                                       |                      |
| Sezóny              | Soutěž                             | Úroveň    | ZČ       | Play-off, nadstavba, sk. o udržení... | Poznámky             |
| 2003/04             | Středočeská krajská soutěž         | 5. úroveň | 7. místo |                                       | Reorganizace         |
| 2004/05             | Středočeská krajská soutěž – sk. A | 5. úroveň | 6. místo | Skupina o umístění (11. místo)        | Odhlášení ze soutěže |
| ...                 |                                    |           |          |                                       |                      |
| 2010/11             | Středočeská krajská soutěž         | 5. úroveň | 8. místo |                                       |                      |